# Sub sole nihil perfectum
 Sub sole nihil perfectum лат. (изговор: суб соле нихил перфектум). Ништа под сунцем није савршено.

## Другачије речено
Ништа под капом небеском није савршено.

## Поријекло изреке
Није познато ко је  изрекао ову сентенцију.

## Тумачење
Не постоји савршено. (код атеиста аргумент да Бог није створитељ универзума, јер да јесте, његовој моћи несавршенства не би промакла).

## Примједба
Изрека датује из времена када је оно што је "под  сунцем"  и "капом небеском" било појам и синоним свега што постоји. И тада и сада  има исто значење, није анахрона, јер подразумијева СВЕ. У свему што постоји не постоји савршено.